# Collegio uninominale Lombardia - 06 (2017)
Il collegio elettorale uninominale Lombardia - 06 è stato un collegio elettorale uninominale della Repubblica Italiana per l'elezione del Senato tra il 2017 ed il 2022.

## Territorio
Come previsto dalla legge elettorale italiana del 2017, il collegio era stato definito tramite decreto legislativo all'interno della circoscrizione Lombardia.
Era formato dal territorio di 28 comuni: Albiate, Arcore, Besana in Brianza, Biassono, Bovisio-Masciago, Briosco, Camparada, Carate Brianza, Cesano Maderno, Concorezzo, Correzzana, Desio, Giussano, Lesmo, Lissone, Macherio, Monza, Renate, Seregno, Seveso, Sovico, Triuggio, Usmate Velate, Vedano al Lambro, Veduggio con Colzano, Verano Brianza, Villasanta, Vimercate.
Il collegio era parte del collegio plurinominale Lombardia - 05.

## Eletti
| Elezione | Elezione | Senatore       | Partito      |
| -------- | -------- | -------------- | ------------ |
|          | 2018     | Stefania Craxi | Forza Italia |

## Dati elettorali

### XVIII legislatura
Come previsto dalla legge elettorale, 116 senatori erano eletti con sistema a maggioranza relativa in altrettanti collegi uninominali a turno unico.
| Candidati              | Candidati                | Voti    | %     | Liste                           | Voti    | %     |
| ---------------------- | ------------------------ | ------- | ----- | ------------------------------- | ------- | ----- |
|                        | Stefania Craxi ✔️ Eletto | 142 960 | 46,79 | Lega                            | 81 934  | 26,82 |
| Forza Italia           | Stefania Craxi ✔️ Eletto | 142 960 | 46,79 | 44 993                          | 14,73   |       |
| Fratelli d'Italia      | Stefania Craxi ✔️ Eletto | 142 960 | 46,79 | 11 836                          | 3,87    |       |
| Noi con l'Italia - UDC | Stefania Craxi ✔️ Eletto | 142 960 | 46,79 | 4 197                           | 1,37    |       |
|                        | Cherubina Bertola        | 77 294  | 25,30 | Partito Democratico             | 65 335  | 21,39 |
| +Europa                | Cherubina Bertola        | 77 294  | 25,30 | 9 014                           | 2,95    |       |
| Italia Europa Insieme  | Cherubina Bertola        | 77 294  | 25,30 | 1 505                           | 0,49    |       |
| Civica Popolare        | Cherubina Bertola        | 77 294  | 25,30 | 1 440                           | 0,47    |       |
|                        | Gianmarco Corbetta       | 67 308  | 22,03 | Movimento 5 Stelle              | 67 308  | 22,03 |
|                        | Lucrezia Ricchiuti       | 8 640   | 2,83  | Liberi e Uguali                 | 8 640   | 2,83  |
|                        | Simona Galli             | 2 418   | 0,79  | CasaPound                       | 2 418   | 0,79  |
|                        | Giuseppe Vigevani        | 2 316   | 0,76  | Italia agli Italiani            | 2 316   | 0,76  |
|                        | Anna Caioli              | 1 825   | 0,60  | Potere al Popolo!               | 1 825   | 0,60  |
|                        | Anna Maria Froiio        | 1 822   | 0,60  | Il Popolo della Famiglia        | 1 822   | 0,60  |
|                        | Giovanna Benites         | 631     | 0,21  | Per una Sinistra Rivoluzionaria | 631     | 0,21  |
|                        | Enrico Merchiori         | 303     | 0,10  | PRI - ALA                       | 303     | 0,10  |
| Totale                 | Totale                   | 305 517 | 100   |                                 | 305 517 | 100   |
|                        |                          |         |       |                                 |         |       |
| Voti non validi        | Voti non validi          | 8 116   | 2,59  |                                 |         |       |
| Votanti                | Votanti                  | 313 633 | 78,54 |                                 |         |       |
| Elettori               | Elettori                 | 399 347 |       |                                 |         |       |